# Skopus (Berg)
Der Skopus (hebräisch הַר הַצּוֹפִים Har ha-Zōfīm, deutsch ‚Berg der Späher‘; arabisch جبل المشارف Ǧabal al-Mašārif; griechisch σκοπός Skopos, deutsch ‚Wache, Wachposten‘, lateinisch scopus) ist ein Berg des Judäischen Berglands in Jerusalem.
Mit seiner Höhe von 826 m ist der (moderne) Skopusberg als Aussichtspunkt mit gutem Blick auf Jerusalem bekannt. In der Vergangenheit hatte er eine strategische Bedeutung hinsichtlich der Verteidigung der Stadt. Auf dem Skopusberg befinden sich seit 1925 die Hebräische Universität von Jerusalem, der 1929 eingeweihte Wolffsohn-Bau der Jüdischen National- und Universitätsbibliothek und das von Erich Mendelsohn erbaute, 1939 eröffnete große Krankenhaus der karitativen Organisation Hadassah.

## Antiker Skopusberg
Flavius Josephus schrieb, dass man vom Berg Saphin (Σαφίν), dessen Name „Späher“ (altgriechisch Σκοπός Skopós) bedeute, erstmals Jerusalem und den Tempel erblicke. Hierbei handelt es sich um den 813 m hohen Sporn, der arabisch Ras al-mescharif heißt. Er befindet sich nordöstlich vom modernen Skopusberg im Bereich der Straßen Etsel und Hahagana. Hier richtete die römische Armee unter Titus 69 n. Chr. ihre Lager ein, als sie die Belagerung Jerusalems begann, und auch das Kreuzfahrerheer griff bei der Belagerung von Jerusalem (1099) von hier aus die Stadt an.

## Moderne Geschichte

### Britische Mandatsregierung

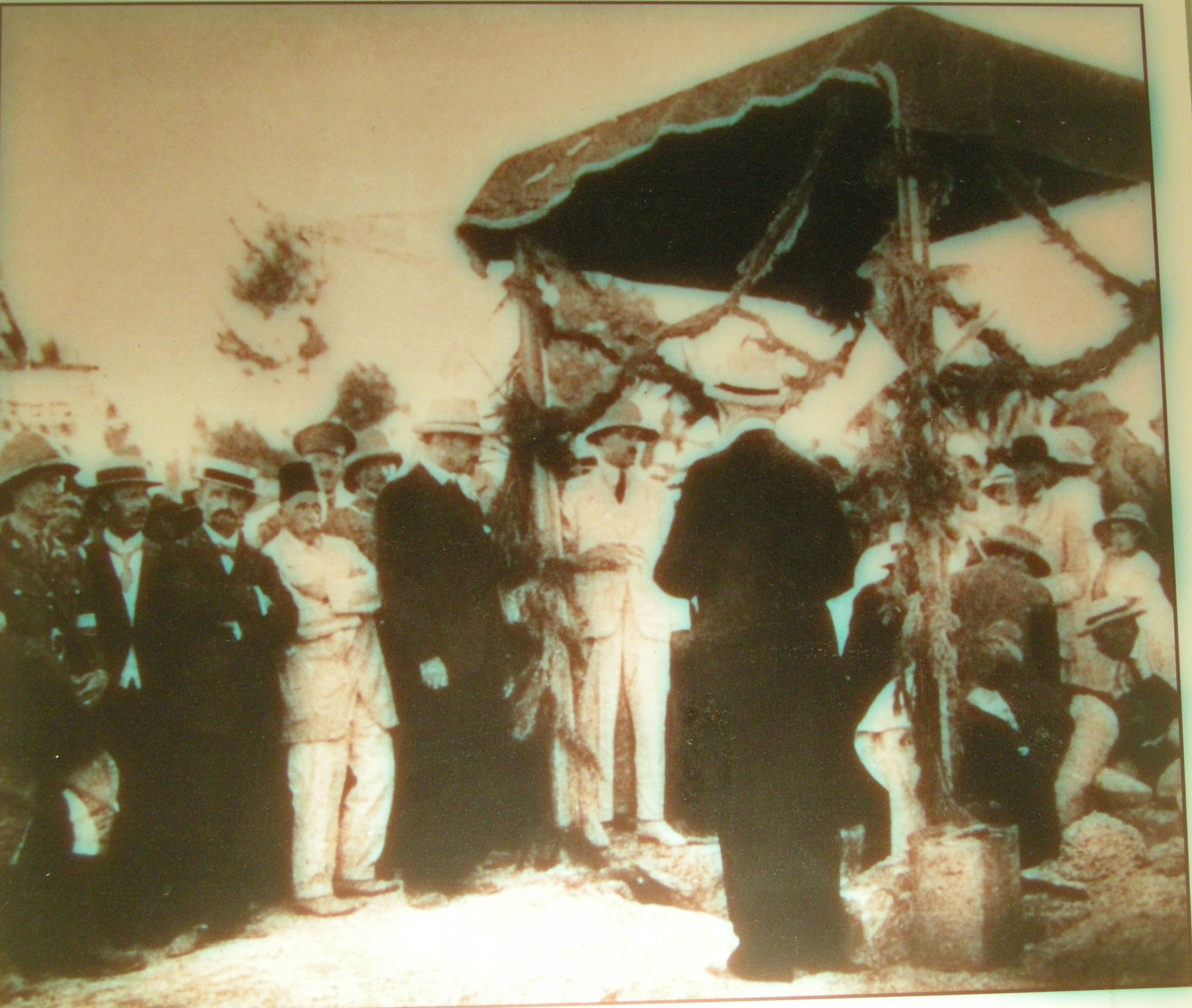
Grundsteinlegung der Hebräischen Universität 1918

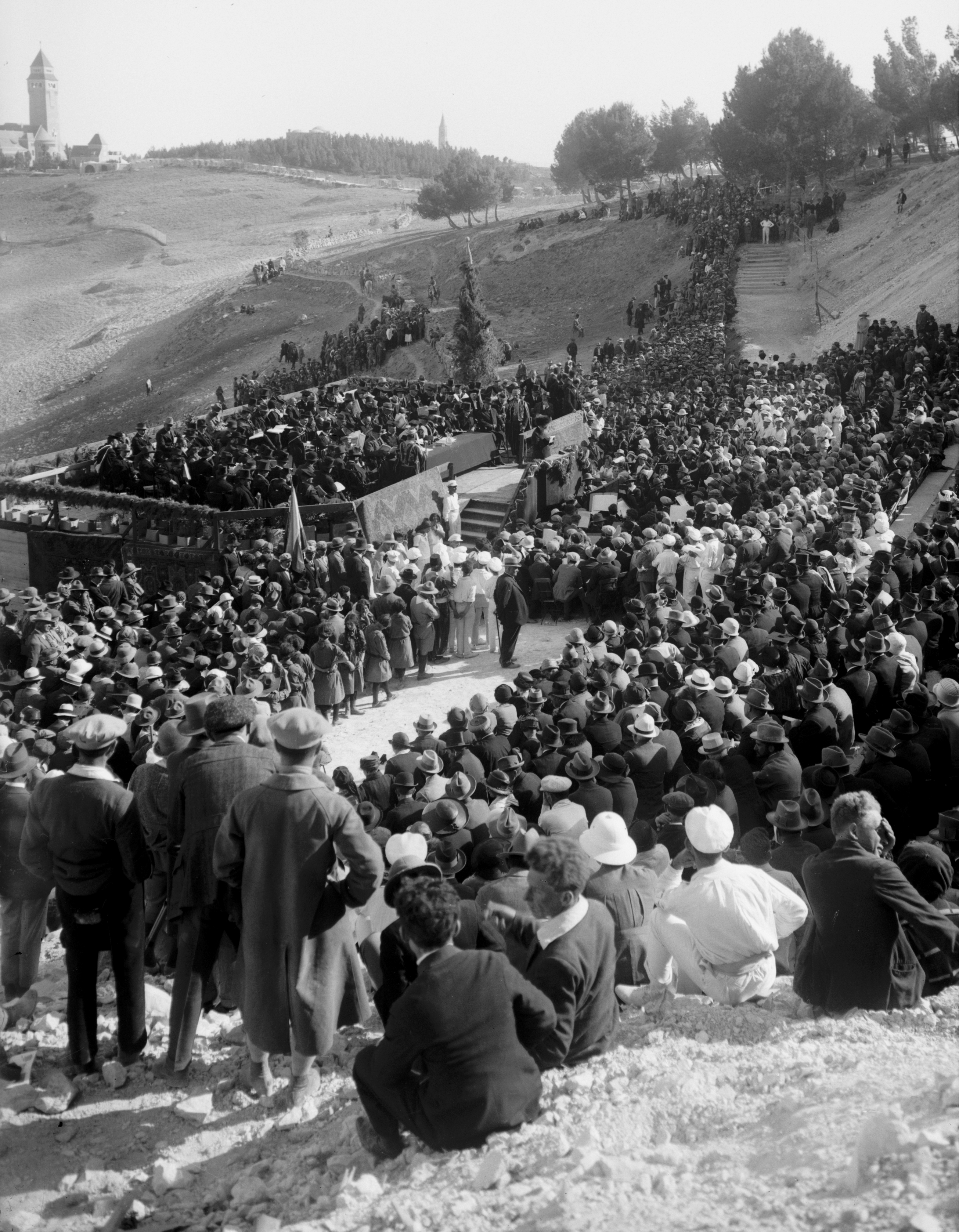
Gründung der Hebräischen Universität 1925, hinten der Ölberg mit Himmelfahrtskirche

Dass die Bezeichnung Skopusberg vom Ras al-mescharif auf den heutigen Har ha-Zōfīm wanderte, war wohl dadurch vorbereitet, dass im Ordnance Survey of Jerusalem 1865 der Bergkamm nördlich des Ölbergs insgesamt als Skopus bezeichnet wurde. Der Ras al-mescharif war überbaut, und der moderne Skopus entsprach der Vorstellung eines Aussichtspunktes auf Jerusalem nun besser. Am 11. Dezember 1917 bezog die britische Armee hier ihre Position vor der Einnahme von Jerusalem. Von der britischen Mandatsregierung übernahm Israel später die Lokalisierung des modernen Skopusbergs. Am 24. Juli 1918 legten Chaim Weizmann, der Mufti von Jerusalem, der anglikanische Bischof Rennie MacInnes und zwei Oberrabbiner gemeinsam den Grundstein der Hebräischen Universität auf dem Skopusberg.

### Der Skopusberg im Palästinakrieg
Kurz vor der Deklaration des Staates Israel wurden der Campus und die Konvois, die von der Exklave nach West-Jerusalem unterwegs waren, immer wieder von arabischen Freischärlern angegriffen. Nachdem die Untergrundorganisationen Irgun und Lechi am 9. April 1948 das Massaker von Deir Yasin verübt hatten, folgte ein arabischer Vergeltungsangriff:
Am 13. April 1948 machte sich ein mit der britischen Militärbehörde vereinbarter Konvoi auf den Weg zum Skopusberg, der Ärzte und Krankenschwestern zum Hadassa-Hospital sowie einige Lehrkräfte und Studenten zur Hebräischen Universität bringen sollte. Die meisten Personen in diesem Konvoi waren unbewaffnet; es gab aber einen Hagana-Begleitschutz. Arabische Milizen bereiteten einen Hinterhalt in der Ortschaft Scheich Dscharrah vor, die an der Verbindungsstraße zwischen dem jüdischen West-Jerusalem und dem Skopusberg lag. In der Vergangenheit waren solche Konvois, oft eskortiert von britischen Militärfahrzeugen, unbehelligt geblieben.
Um 9.30 explodierte eine Mine auf der Straße und brachte den Konvoi zum Stehen. Die zwei Busse und zwei Begleitfahrzeuge saßen in der Falle; die arabischen Milizionäre griffen sie mit Granaten und leichten Waffen an. Der Hagana-Begleitschutz des Konvois wehrte sie ab, während die Leitung der Hagana die britische Militärregierung dringend zum Handeln aufforderte. Diese blieb aber zunächst untätig und warnte Hagana-Einheiten, dem Konvoi zur Hilfe zu kommen. Die Hilfsmöglichkeiten der Hagana waren allerdings auch begrenzt: ihre Vorposten versuchten, ohne großen Effekt mit Maschinengewehren und Mörsern anzugreifen, und drei bewaffnete Fahrzeuge des Palmach drangen nach Scheich Dscharrah vor. Sie wurden aber von den arabischen Freischärlern zurückgeschlagen. Die Situation des Konvois wurde immer verzweifelter: dem Begleitschutz ging die Munition aus, und die Angreifer setzten schließlich die Busse in Brand. Als eine britische Einheit um 15.45 Uhr intervenierte, waren 78 Universitätsangehörige, medizinisches Personal der Hadassa und Hagana-Begleitschutz bereits tot, viele davon in den Bussen verbrannt; nur 30 Leichen konnten geborgen und beerdigt werden.
David Ben-Gurion bezeichnete das Verhalten der Mandatsbehörden als „englisches Massaker.“ Diese Untätigkeit wird auch als britische Reaktion auf Deir Yasin interpretiert. Judah Leon Magnes, der Präsident der Hebräischen Universität, hatte bis dahin einen binationalen Staat befürwortet und war deshalb in der Professorenschaft auch umstritten. Die vielen Todesopfer der Universität bei dem Anschlag am 13. April 1948 diskreditierten ihn; er kehrte wenige Tage später in die Vereinigten Staaten zurück, wie es hieß, um Fördergelder für die Universität einzuwerben. Er starb bald darauf. Heute befindet sich auf dem Skopusberg eine Gedenkstätte zur Erinnerung an das Massaker, überschrieben mit einem Bibelvers aus Zef 3,19 : Gott spricht: „Ich verschaffe ihnen Ruhm und Ansehen.“
Am 25. April 1948 eroberten Einheiten der Harel-Brigade die Ortschaft Scheich Dscharrah und die benachbarte Polizeischule, wodurch die Verbindung zwischen dem Skopusberg und West-Jerusalem wieder hergestellt war. Die britische Armee erzwang aber den Rückzug des Palmach aus diesen Positionen im Norden Jerusalems. Ein zweiter Versuch der Hagana, den Skopusberg dadurch zu sichern, dass das Gelände des südlich angrenzenden Auguste-Viktoria-Hospitals eingenommen werden sollte, scheiterte.
Da zwischen 1949 und 1967 nur gelegentlich durch die UNO-Blauhelme vermittelte israelische Stippvisiten auf dem Berge Skopus möglich waren, verlagerten die Institutionen dort ihren Betrieb an neue Stätten, Universität und Bibliothek auf den neuen Campus Givʿat Ram und das Hospital nach En Kerem. Nach 1967 wurden Campus und Hospital auf dem Skopus wieder in Betrieb genommen.

## Politischer Status
Anders als der Rest von Ostjerusalem wurde der Skopusberg während des Palästinakriegs von den Israelis gehalten und war anschließend eine Exklave Israels umgeben von jordanischem Gebiet. Die Souveränität Israels über den Skopusberg ist international anerkannt. Heute liegt der Berg Skopus innerhalb der offiziellen (völkerrechtlich aber nicht anerkannten) Grenzen der Stadt Jerusalem.

## Archäologie
Auf dem Gelände der Hebräischen Universität wurden mehrere antike jüdische Gräber entdeckt. Im Botanischen Garten befand sich eine Gruppe von fünf verbundenen Grabkammern, darin noch zwei Ossuare. Am Westabhang des Skopus lag das Grab einer Nasiräer-Familie, das an der Südwestecke des Botanischen Gartens restauriert wurde. Innerhalb des Botanischen Gartens lag das Grab des Nikanor.

## Galerie

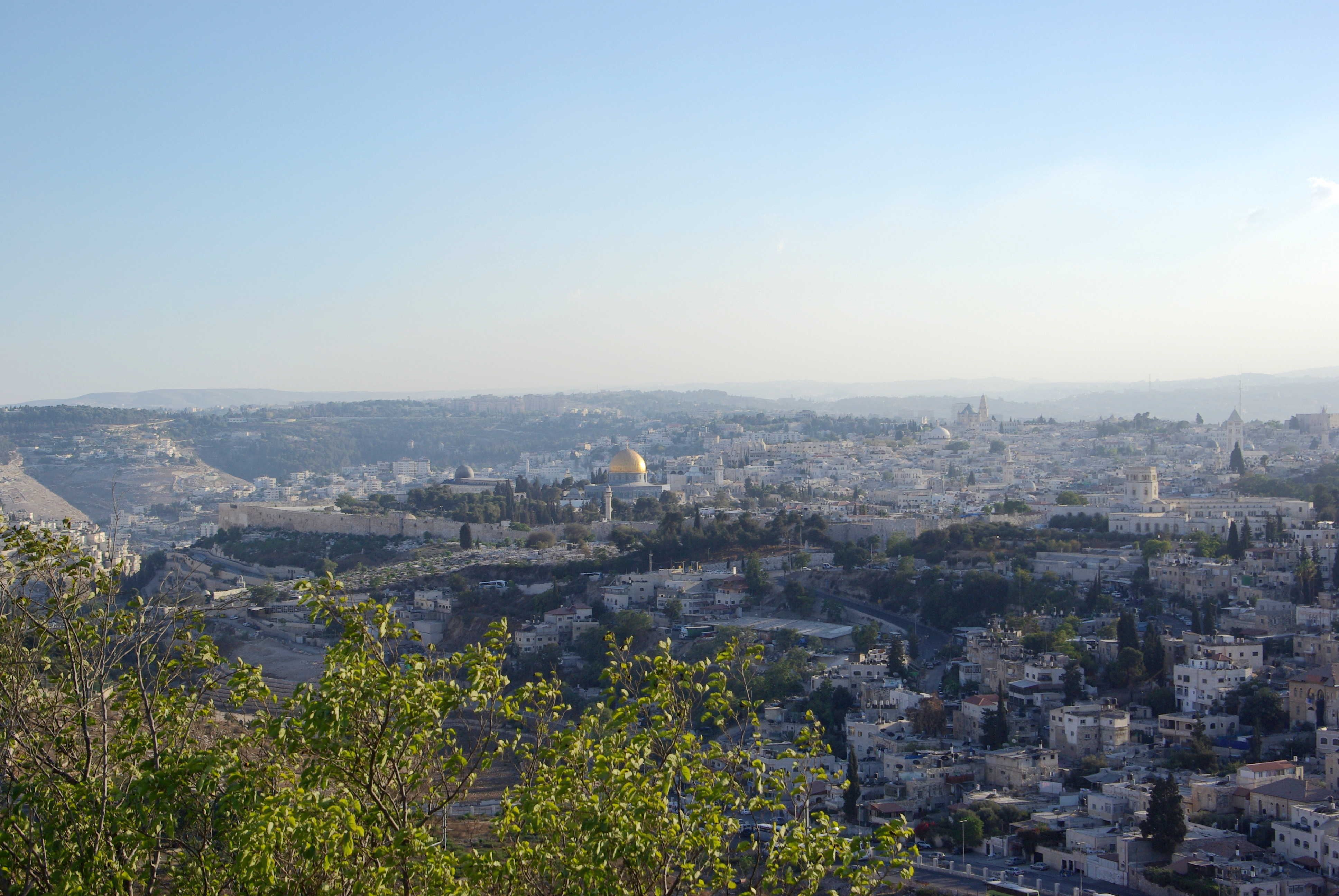
Blick vom Skopus auf Jerusalems Altstadt
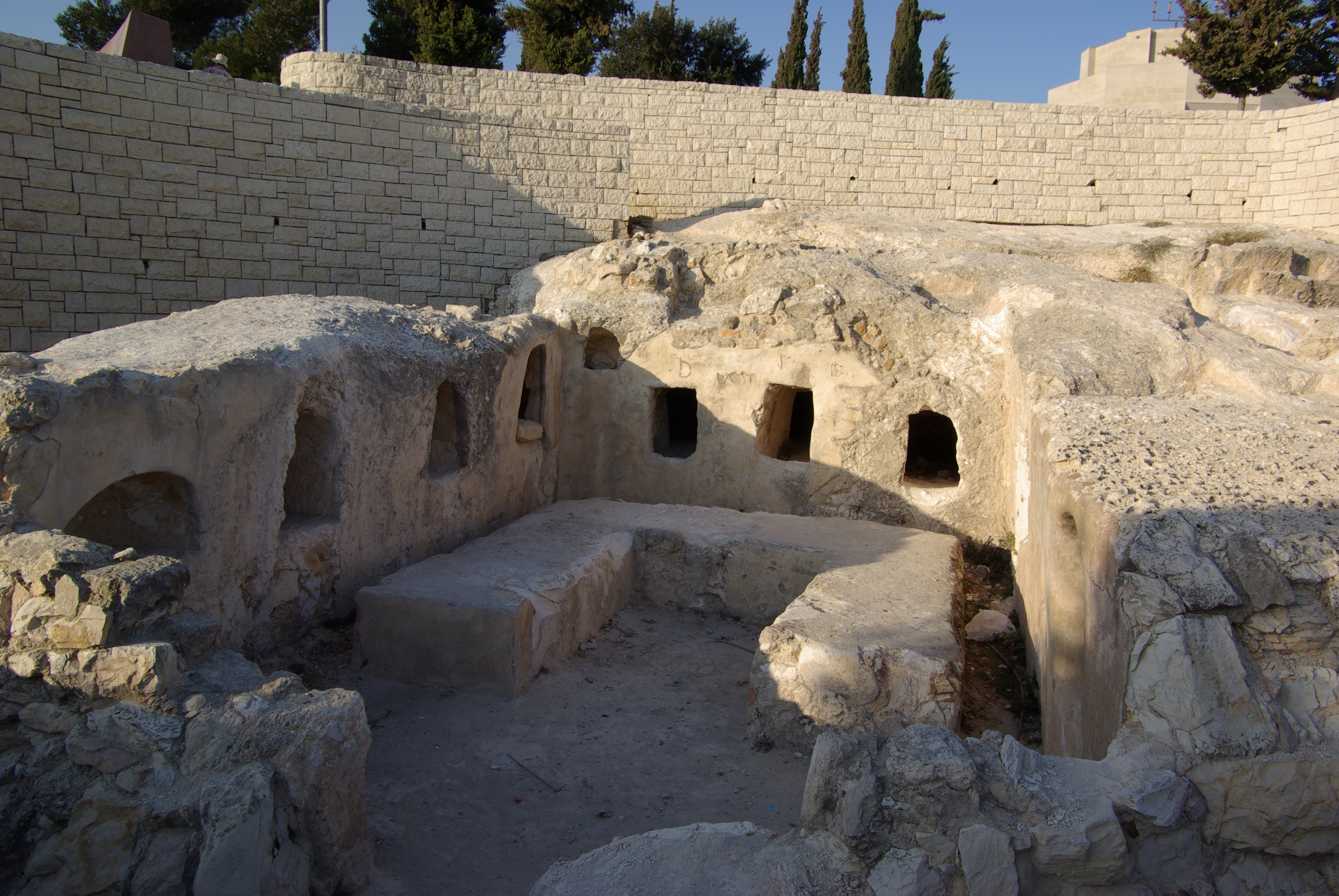
Felsengräber
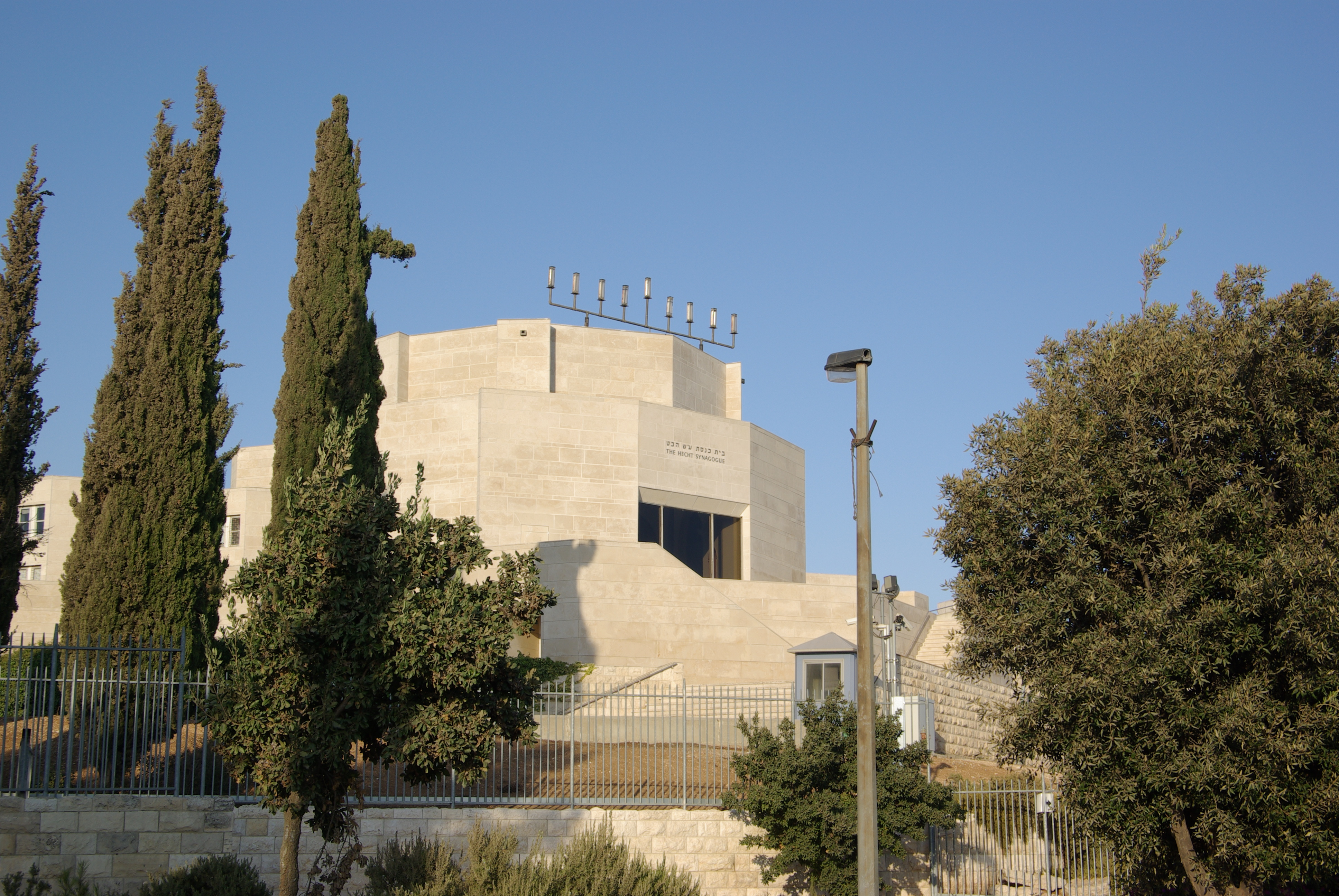
Hecht-Synagoge
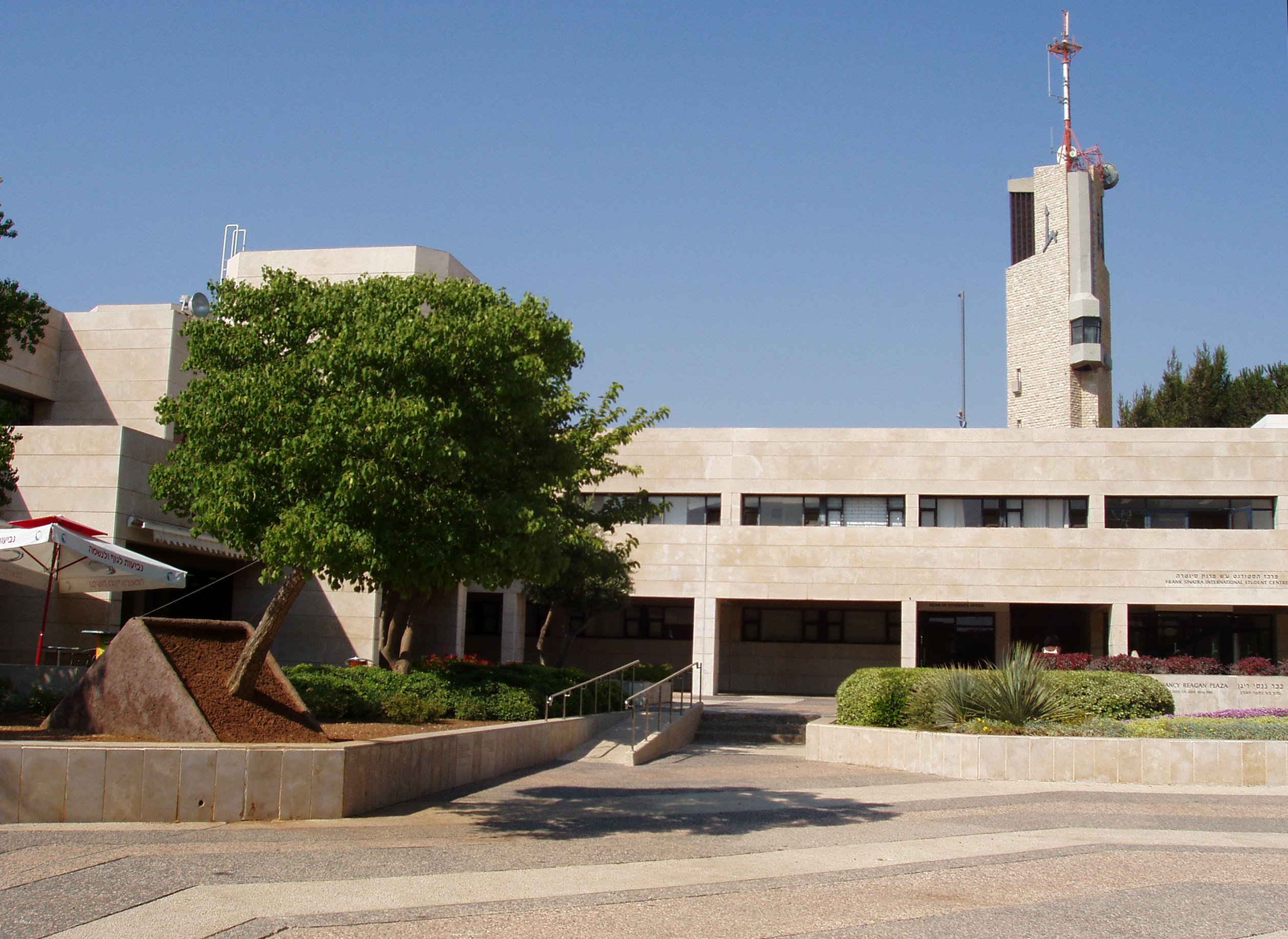
Hebräische Universität Jerusalem
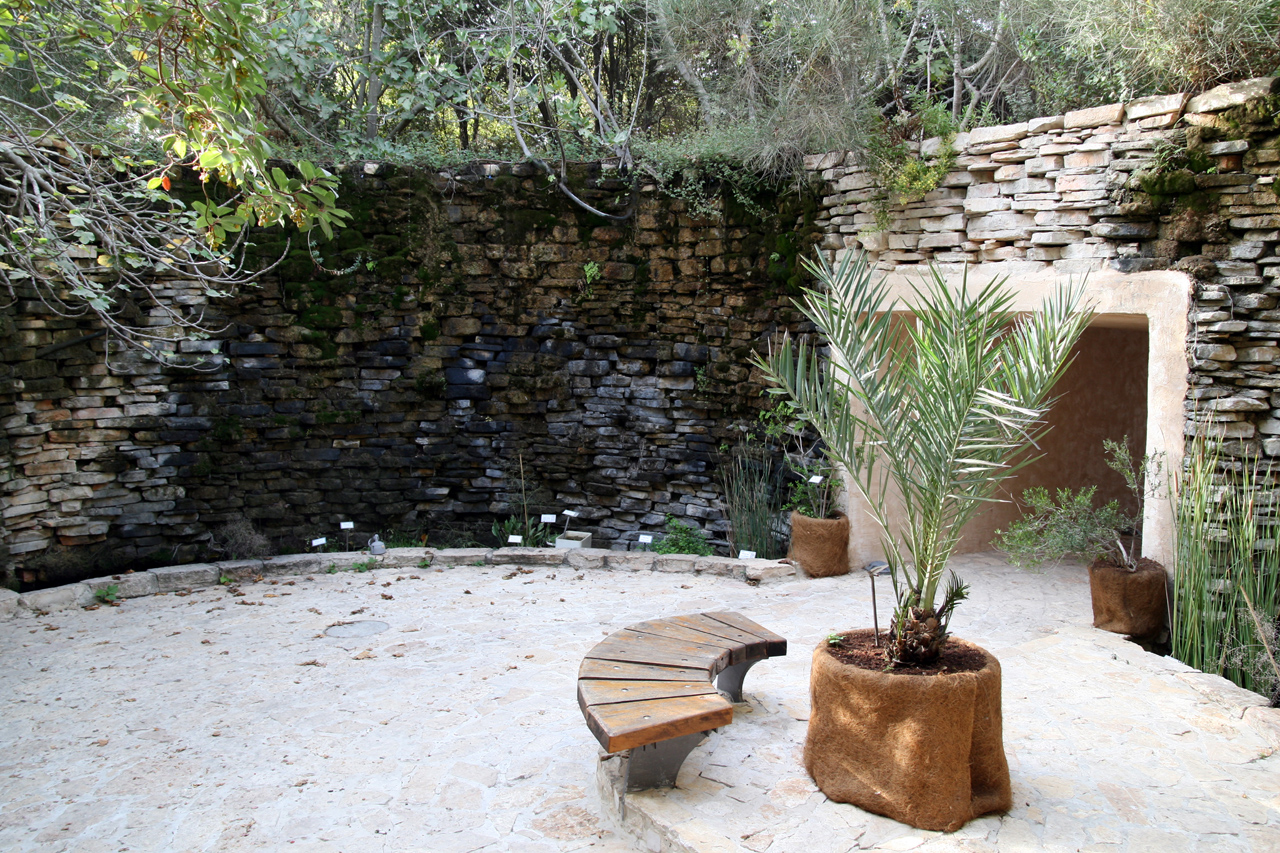
Nationaler Botanischer Garten Jerusalem - Skopus
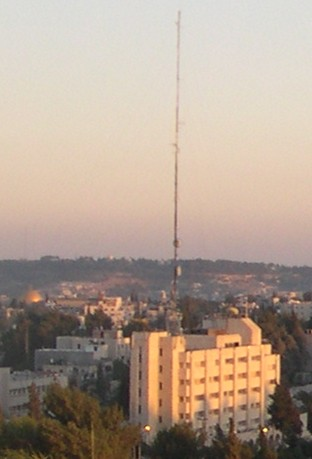
Landeszentrale der Polizei Israels
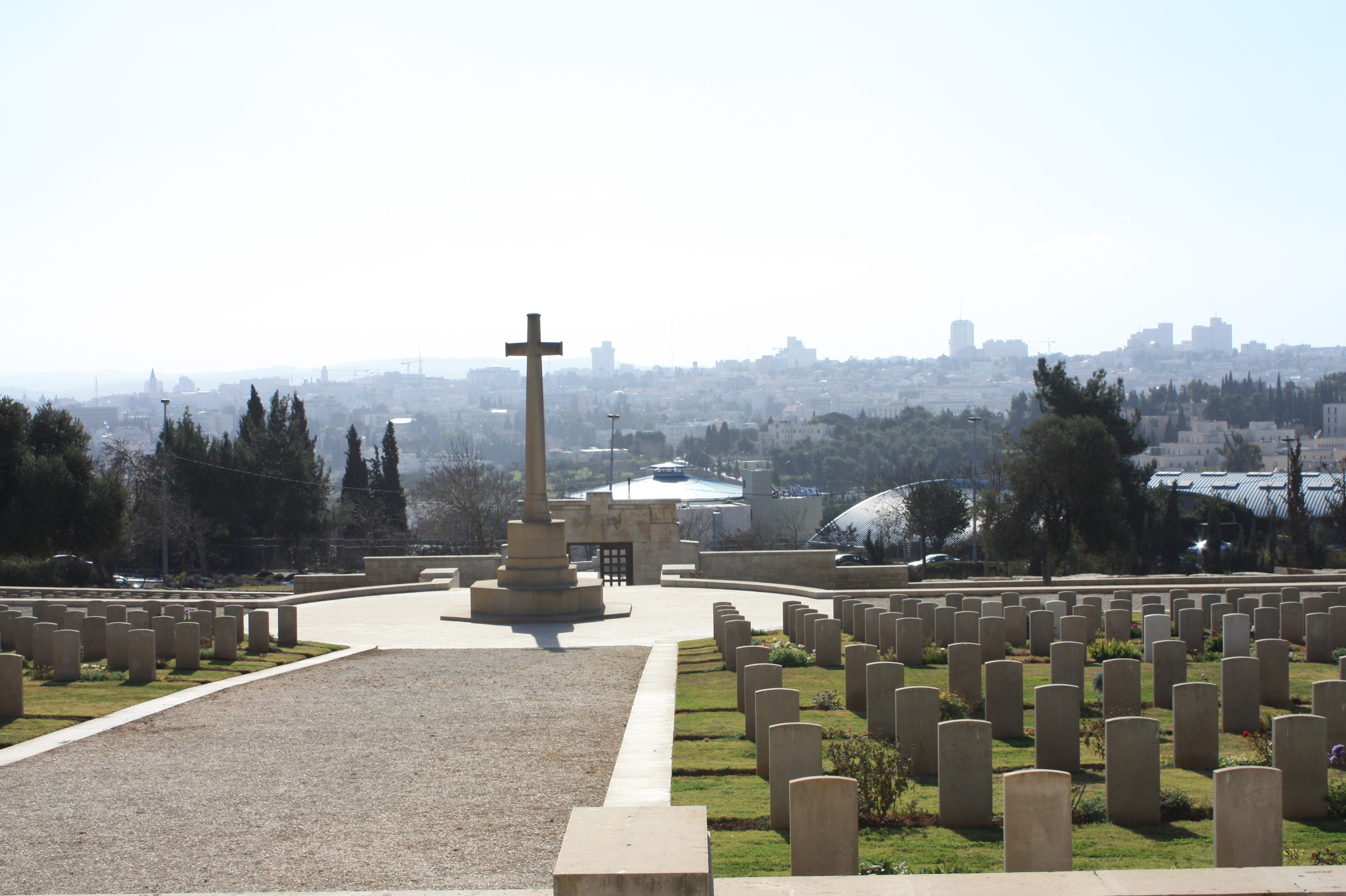
Jerusalem British War Cemetery
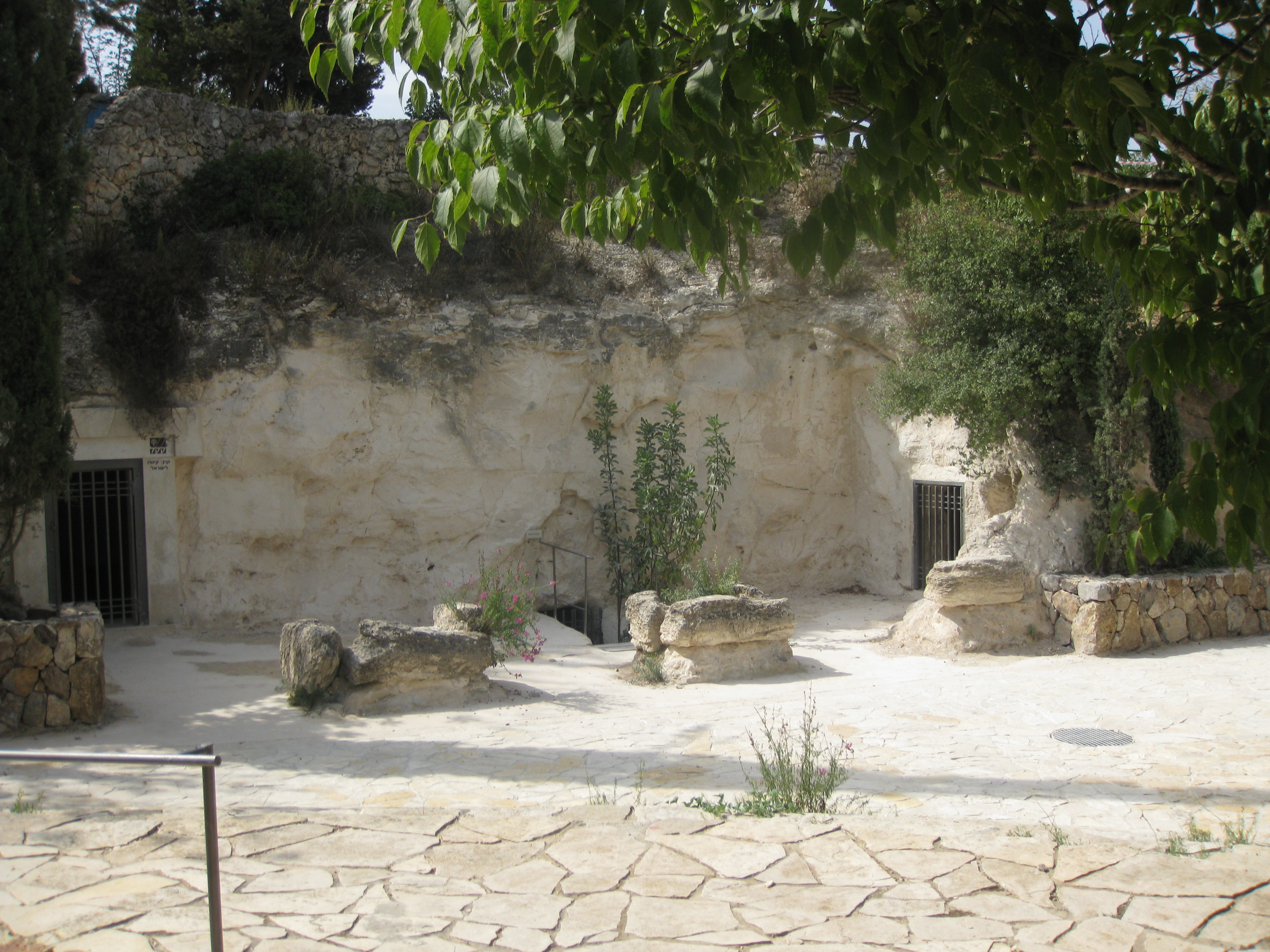
Cave of Nicanor
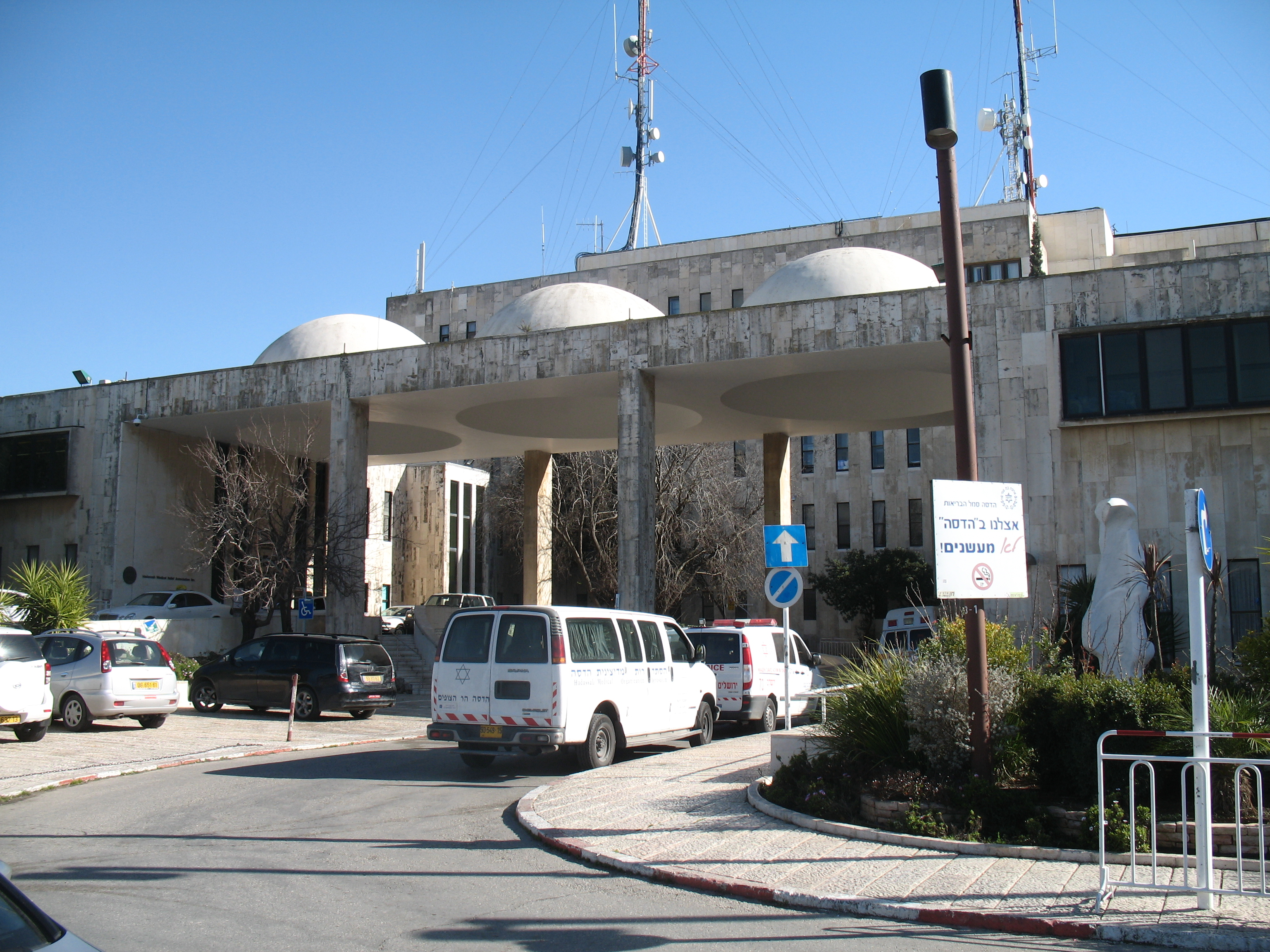
Hadassah-Hospital - Skopus
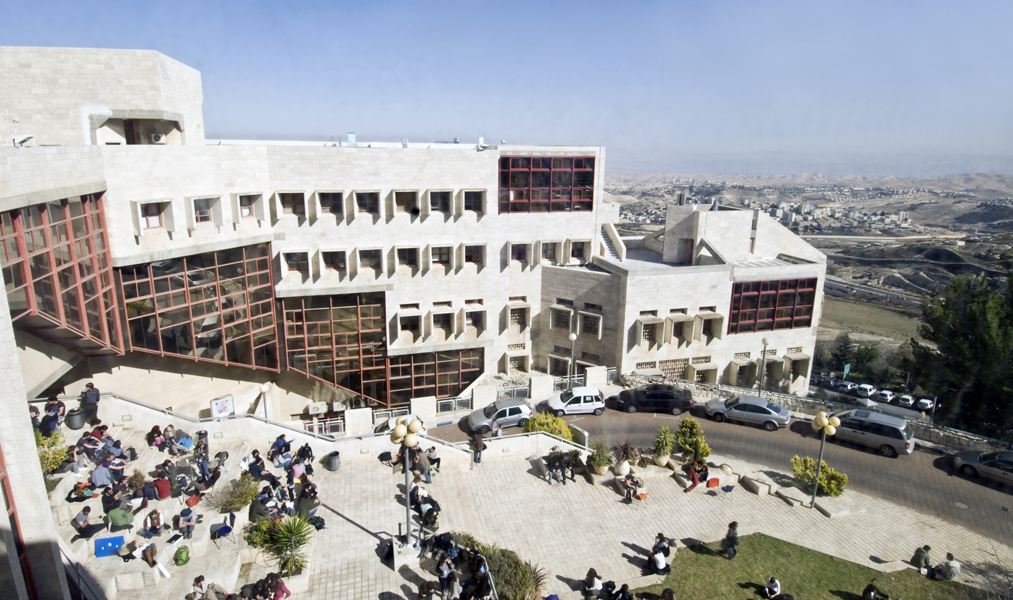
Bezal'el-Akademie für Kunst und Design
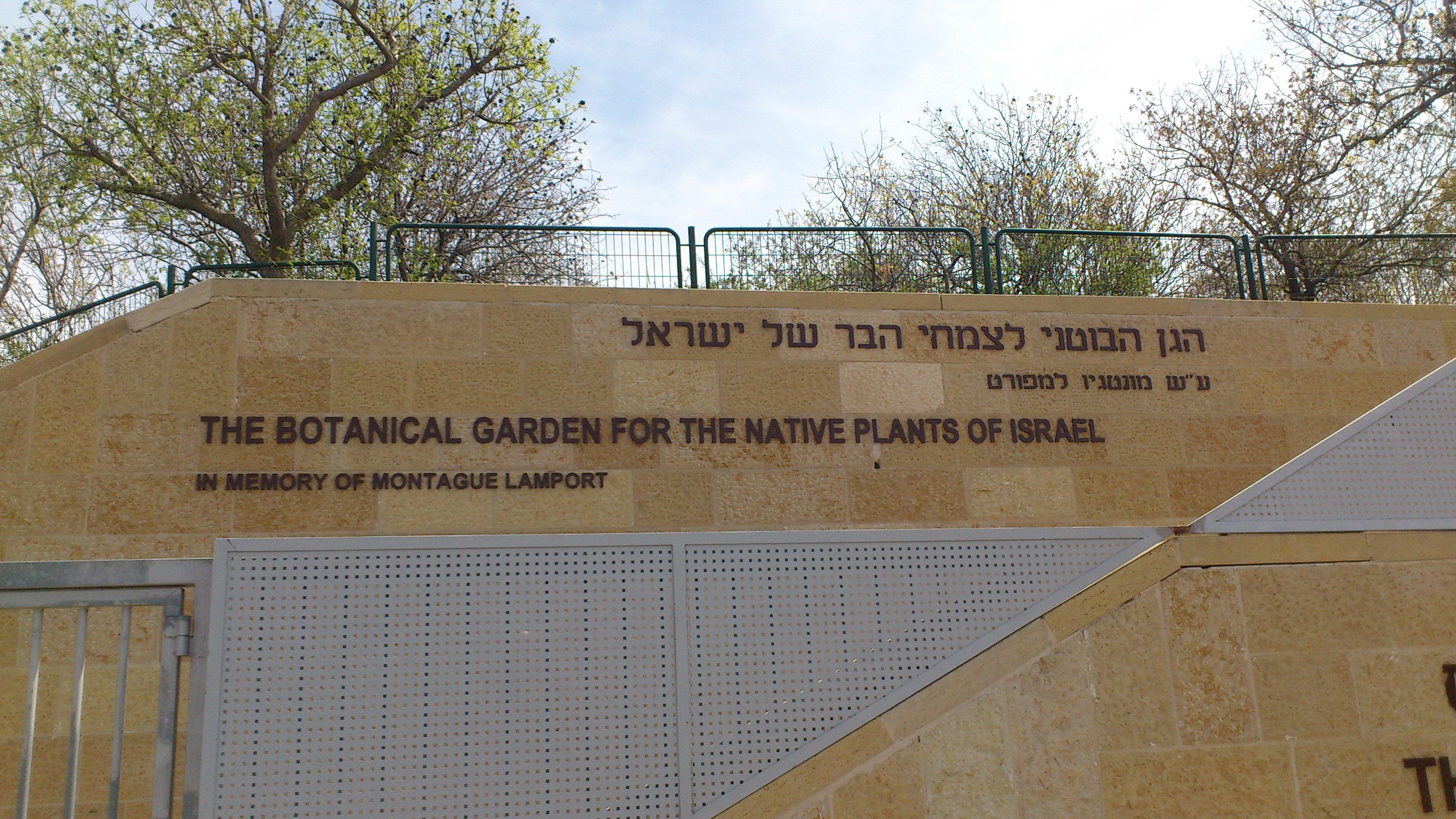
Nationaler Botanischer Garten Jerusalem
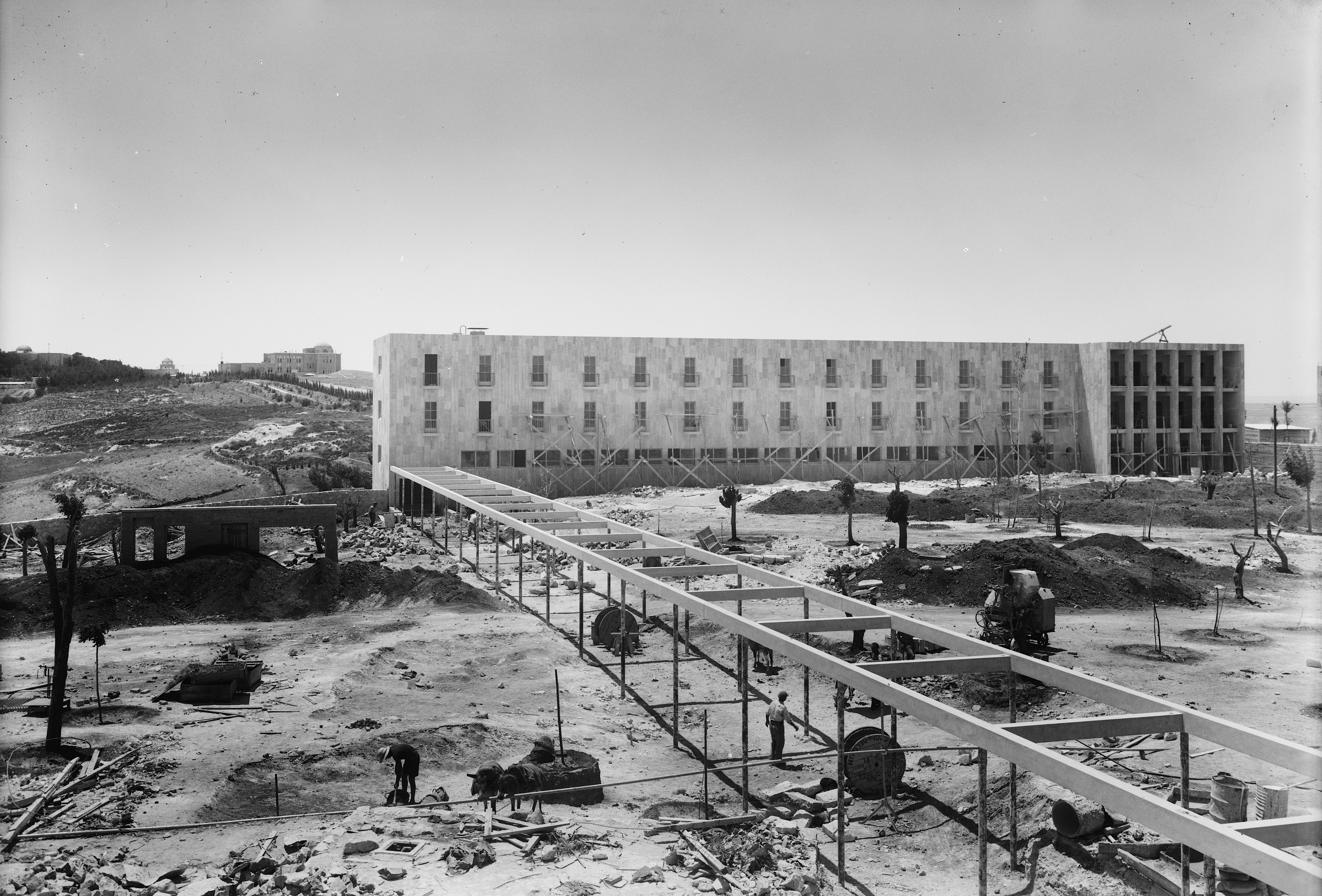
Hadassah-Schwesternschule (1934)
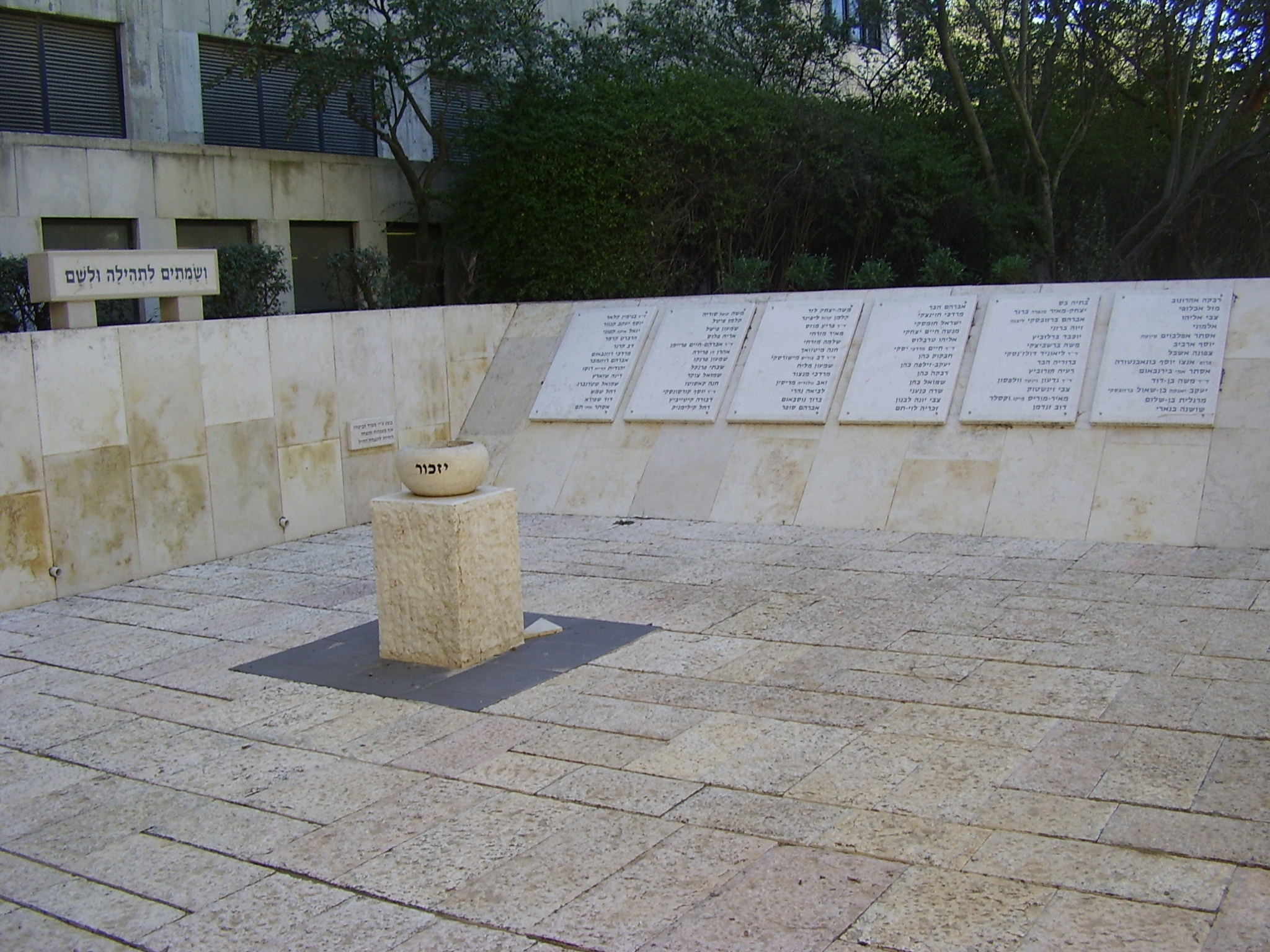
Gedenkstätte des Massakers von 1948